# Burscough FC
Burscough Football Club är en fotbollsklubb från Burscough, Lancashire, England. Den bildades 1946 och hemmamatcherna spelas på Victoria Park i Burscough. Klubbens smeknamn är The Linnets .
2003 vann Burscough finalen av FA Trophy mot Tamworth med 2-1, matchen spelades på Villa Park.
När de vann Northern Premier League Premier Division 2007 var det med minsta möjliga marginal. De slutade på samma poäng som Witton Albion men hade plus 43 i målskillnad mot Wittons plus 42.

## Meriter
- FA Trophy: 2003
- Northern Premier League Premier Division: 2007
- Lancashire Combination: 1956, 1970
- Lancashire Combination Second Division: 1954
- North West Counties Football League: 1982-83